# Sociología pública

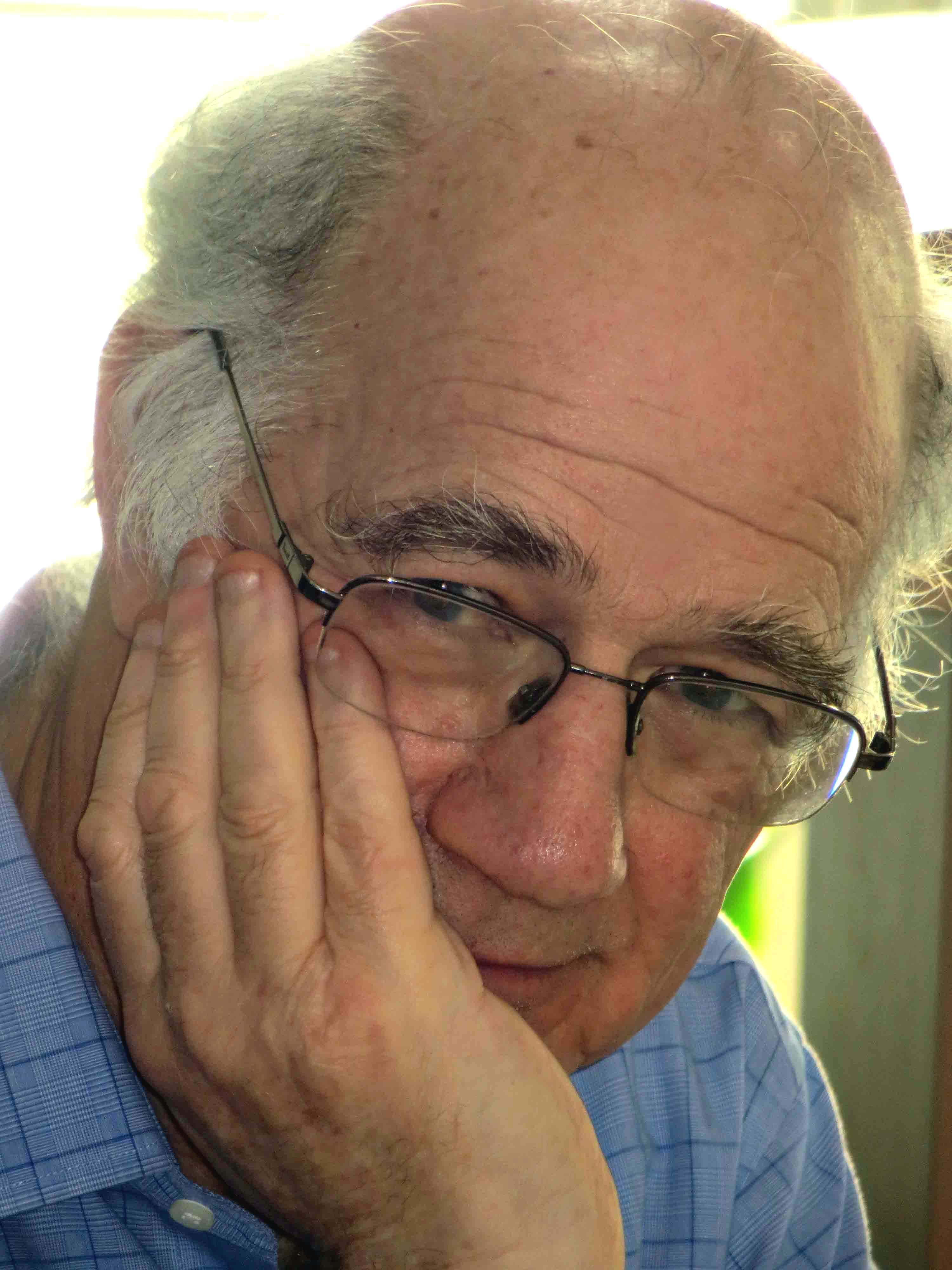
Michael Burawoy en 2012.

Sociología pública es un subcampo de la sociología que hace hincapié en la expansión de los límites disciplinares y académicos con el fin de involucrar a un público no especializado. Tal vez es mejor entendida como un modo de hacer sociología, en lugar de un determinado método, teoría, o conjunto de valores políticos. Desde el siglo XXI, el término ha sido ampliamente asociado con la Universidad de California, en particular con el sociólogo Michael Burawoy, quien pronunció un llamamiento para que la disciplina abrace la sociología pública, en su discurso de 2004 de toma de posesión de la presidencia de la American Sociological Association (ASA). En su elocución, Burawoy contrastó la sociología pública con lo que denomina "sociología profesional", una forma de sociología que se preocupa principalmente por el tratamiento de temas académicos.
Burawoy y otros defensores de la sociología pública fomentan que la disciplina se involucre con temas de interés público y político. Estos incluyen debates sobre la política pública, el activismo, los movimientos sociales, y las instituciones de la sociedad civil. La sociología pública es considerada un "movimiento" dentro de la disciplina, que tiene como objetivo revitalizar la sociología mediante el aprovechamiento de sus métodos empíricos y perspectivas teóricas para contribuir a los debates, no sólo acerca de lo que es o ha sido la sociedad, sino sobre lo que podría llegar a ser. Muchas versiones de la sociología pública han tenido un innegable carácter normativo y político, hecho que ha llevado a un número de sociólogos a oponerse a este enfoque.

## Evolución del concepto
El término "sociología pública" fue introducido por primera vez por Herbert Gans, en su  discurso de toma de posesión de la presidencia  de la ASA en 1988, "la Sociología en Norteamérica: la Disciplina y el Público". Para Gans, ejemplos de sociólogos públicos incluyen a David Riesman, autor de The Lonely Crowd (uno de los libros más vendidos en sociología), y Robert Bellah, autor principal de otro best-seller, los Hábitos del Corazón. En el año 2000 (cuatro años antes de que Burawoy iniciara su período presidencial en la ASA), el sociólogo Ben Agger escribió el libro Public Sociology: From Social Facts to Literary Acts, que llama a una sociología comprometida con cuestiones de interés público.
Sin embargo, el profesor de la Universidad de Northwestern Aldon Morris argumenta en su libro El Erudito Denegado: W. E. B. Du Bois y el Nacimiento de la Sociología Moderna (2015) que W. E .B. Du Bois fue un practicante de la sociología pública mucho antes de que el término fuera incorporado en la corriente principal del vocabulario de la disciplina, y que el racismo científico impidió que las contribuciones de Du Bois fueran reconocidas por la disciplina durante casi un siglo.
Morris sostiene que Du Bois construyó el primer departamento científico de sociología durante su permanencia en la Universidad de Atlanta, una universidad históricamente negra, anterior a la "revolución científica" de la escuela de Chicago (que se acredita a menudo como la inflexión de la sociología científica, rigurosa y empírica). La investigación sociológica de Du Bois, fue necesaria a fin de emancipar a los negros de las tiranías y opresiones, construidas al interior del tejido de la sociedad estadounidense. A través de un profundo método inductivo de investigación, Du Bois trató de desmantelar y deslegitimar el darwinismo social, biológico y cultural de las explicaciones de la desigualdad racial, que no se basaban en evidencia empírica sino en narrativas sin ninguna base en el análisis científico.
Du Bois y sus colegas hicieron uso del método científico y la investigación empírica, con el doble objetivo de convertir a la sociología en una ciencia social comprometida con la investigación empírica, y el uso de sus resultados para liberar, capacitar y emancipar a los negros norteamericanos de la opresión racista.
Los debates sobre la sociología pública vuelven a la pregunta sobre el propósito extra-académico de la sociología. La sociología pública plantea preguntas acerca de lo que la sociología es y cuáles deberían (o incluso podrían) ser sus objetivos. Tales debates (sobre la ciencia y la incidencia política, el conocimiento y el compromiso público) tienen una larga historia en la sociología estadounidense y en las ciencias sociales en general. El historiador Mark C. Smith, por ejemplo, ha investigado debates anteriores sobre la finalidad de las ciencias sociales en su libro de Ciencias Sociales en la encrucijada: el Debate Norteamericano sobre la Objetividad y el Propósito,1918-1941 (1994), mientras que Stephen P. Turner y Jonathan H. Turner sostienen, en su libro La Ciencia Imposible: Un Análisis Institucional de la Sociología Estadounidense (1990), que la dependencia de públicos externos ha limitado el potencial de la disciplina.

## División del Trabajo Sociológico
Michel Burawoy propone una división de la práctica sociológica en cuatro formas estrechamente relacionadas: práctica, profesional, pública y crítica, siendo la profesional la base del modelo. En palabras de Burawoy:  “La sociología pública es parte de una división más amplia del trabajo sociológico que también incluye a la sociología práctica, a la sociología profesional y a la sociología crítica.” Esto implica una cuádruple división del trabajo sociológico, con sus funciones, interrelaciones y patologías. La división del trabajo sociológico en cuatro tipos de conocimiento diferentes, no sólo plantea una diferenciación funcional de la sociología sino también cuatro perspectivas diferentes. Esta división surge de la articulación de dos dimensiones: el conocimiento sociológico que se genera y a quién va dirigido ese conocimiento.
|                           | Audiencia Académica | Audiencia Extra-Académica |
| ------------------------- | ------------------- | ------------------------- |
| Conocimiento Instrumental | Profesional         | Práctica                  |
| Conocimiento Reflexivo    | Crítica             | Pública                   |

Tal como lo plantea el cuadro la sociología profesional genera un conocimiento instrumental que va dirigido a una audiencia académica. Para Burawoy, no puede existir ni sociología práctica, ni pública sin una sociología profesional que es la que  “suministra los métodos adecuados y ya experimentados, los cuerpos de conocimiento acumulados, las orientaciones necesarias y los marcos conceptuales...La sociología profesional provee tanto de legitimidad como de expertos a la sociología práctica y pública.”
La sociología profesional puede tener como objeto de estudio los derechos humanos (por ejemplo: investigar cómo el igualitarismo o la tolerancia religiosa conceptos pertenecientes a los derechos humanos, se mantienen en diversas culturas). Sin embargo, para los otros tres tipos de sociología los derechos humanos son más que un objeto de estudio, porque contribuyen de forma independiente al debate sociológico, como principios que deben ser defendidos y políticas que deben ser implementadas.
La sociología profesional tiene en su núcleo la creación, elaboración y degeneración de diversos programas de investigación. Debido a su tamaño permite una diferenciación funcional, que se muestra a continuación:
| Profesional                                                                                     | Práctica | Crítica                                                                              | Pública |
| ----------------------------------------------------------------------------------------------- | --- | ------------------------------------------------------------------------------------ | --- |
| Programas de investigación que definen los supuestos, teorías, conceptos, cuestiones y enigmas. | Defensa de la investigación sociológica, de los sujetos humanos, de la financiación así como organización de sesiones informativas en los congresos. | Los debates críticos de la disciplina dentro y entre los programas de investigación. | Interés por la imagen pública de la sociología, presentación de los resultados de forma accesible, enseñanza básica de la sociología y escritura de los libros de texto. |

El segundo tipo de sociología, la práctica también genera un conocimiento instrumental pero está al servicio de una meta o fin. 
La sociología crítica, por su parte, se encarga de generar una crítica permanente a las formas de  conocimiento que genera la sociología profesional. Le plantea preguntas a la sociología profesional: ¿Sociología para quien? ¿Sociología para qué?. Actúa como “la conciencia de la sociología profesional”, por esto genera un conocimiento reflexivo y va dirigido a una audiencia académica. Se encarga de examinar los fundamentos de los programas de investigación de la sociología profesional, tanto explícitos como implícitos, tanto normativos como descriptivos. 
La sociología pública es análoga a la sociología crítica porque ambas generan un conocimiento reflexivo, es decir están preocupadas por cuestiones de valor, con la diferencia que la sociología pública  tiene una orientación hacia afuera, hacia una amplia gama de grupos que constituyen las sociedades civiles contemporáneas.
A través de las preguntas básicas, ¿Sociología para quien? ¿Sociología para qué? la sociología crítica provee las claves para fijar las relaciones entre los cuatro tipos de trabajos sociológicos.  En muchos casos desde cada categoría en la que se trabaje se tiende a estereotipar, esencializar y homogeneizar a los otros tipos de conocimiento. Así por ejemplo, desde la sociología práctica se ataca a sociología crítica por politizar y desacreditar a la disciplina. Por tanto el plantearnos para quién y para qué es la producción del conocimiento nos permitirá comprender la complejidad de cada tipo, nos dará una imagen más matizada de cada uno y nos permitirá conocer sobre las tensiones a las que conduce su respuesta en cada tipo de conocimiento.  
Las claves son: ¿sociología para quién? ¿Nos dirigimos a una audiencia académica o a una extra-académica? Para Burawoy, es necesario defender el compromiso con las audiencias extra-académicas, sirviendo a los clientes o hablando para los públicos. 
La segunda es ¿sociología para qué? Define dos tipos de conocimiento, el conocimiento instrumental que es para resolver los enigmas de la sociología profesional o la resolución de problemas de la sociología práctica. El otro tipo de conocimiento es el reflexivo, que es un diálogo sobre los fines, e interroga el valor de las premisas de la sociedad así como también de nuestra profesión. La disciplina sociológica es un sistema interdependiente. Cada parte hace una contribución única a la productividad y creatividad del conjunto. Este es el principio fundamental del modelo creado por Michael Burawoy.

## Relaciones entre los tipos de conocimiento sociológico
1. Interdependientes y antagonistas: por ejemplo la sociología crítica se define a sí  misma por su oposición con la sociología profesional.  Ésta a su vez es inseparable de la sociología práctica. “Cada cuadrante impone su propio discurso y sus propias dinámicas de la práctica sociológica, al mismo tiempo la práctica sociológica en cada cuadrante se vincula a las prácticas en otros cuadrantes” Cada cuadrante del modelo propuesto por Burawoy posee dos dimensiones: 1.- las dinámicas internas de cada cuadrante de sociología. 2.- las relaciones entre las prácticas interconectadas entre cuadrantes diferentes.
2. Pueden combinarse en una sola persona o carrera:  por ejemplo,  la actividad central de la sociología pública (el compromiso entre los sociólogos y sus públicos ) podría constar de distintas momentos profesionales, críticos y políticos. Esta actividad central de la sociología pública es la inspiración de la actividad sociológica, sin embargo son necesarias todas las otras sociologías. Tomemos el caso del sociólogo público colombiano César Rodríguez-Garavito, quien trabaja con organizaciones de derechos humanos para promover leyes internacionales que den algún tipo de protección a las comunidades indígenas desplazadas por el conflicto interno colombiano. Los diversos actores que intervienen en ese conflicto llevan a Rodríguez-Garavito que tenga que teorizar la intersección de la democracia liberal y la violencia no regulada.  Porque se encuentra con la necesidad de comprender la complejidad desde la intervención,  la necesidad de desarrollar una sociología crítica como profesional, así como defender los intereses de los desplazadas sobre todo en el terreno legal.
3. Se articulan en configuraciones de dominación específicas nacionales y globales.  
Las relaciones entre estos cuatro tipos de conocimiento traen dilemas internos a la sociología. Estos dilemas se deben a la participación de la sociología pública en un mundo,  más allá del académico, que comprende a la sociedad, esfera pública y estado. 

## Crítica
Un número significativo de quienes practican la sociología como intelectuales públicos o académicos profesionales no suscriben a las diferentes versiones de la sociología pública. Desde 2004, el tema de la sociología pública ha sido vigorosamente debatido.
Específicamente, la visión de sociología pública de Burawoy ha sido criticada tanto por sociólogos críticos como por representantes de la sociología académica. Los diversos debates de la sociología pública incluyeron foros dedicados al tema en revistas académicas tales como Social Problems, Social Forces, Critical Sociology y el British Journal of Sociology. Sus críticos sostienen que el concepto está basado en una premisa falsa de consenso en la comunidad sociológica, argumentando que "sobrestima la uniformidad de la moral y la agenda política de los sociólogos". Otros argumentan que la sociología pública se basa en una visión acrítica y demasiado idealista de la esfera pública.
Incluso más fuertes críticas provienen de académicos que creen que el programa de la sociología pública podría politizar indebidamente la disciplina y, por lo tanto, poner en peligro la legitimidad de la sociología. Estos críticos argumentan que el proyecto de construcción de un cuerpo de conocimientos confiable acerca de la sociedad es fundamentalmente incompatible con los objetivos de la sociología pública: en la medida en que orientamos nuestro trabajo en torno a principios de la moral, tenemos menos probabilidades de asistir a cuestiones teóricas. Mientras estamos más ideológicamente orientados a la consecución de nuestros objetivos, menor es la probabilidad de que podamos reconocer o asimilar pruebas en contrario.

## Sociología aplicada
"Sociología aplicada" y "práctica sociológica" son términos que se refieren igualmente a la intervención del conocimiento sociológico con finalidades prácticas. La sociología aplicada trabaja en una amplia variedad de entornos, incluyendo universidades, gobierno y la práctica privada. El uso de métodos sociológicos puede ayudar a comunidades a resolver problemas de la vida diaria, tales como la mejora de la vigilancia comunitaria y prevención del delito, la evaluación y mejora de los tribunales de drogas, la evaluación de necesidades en barrios al interior de ciudades, el desarrollo del sistema educativo, el desarrollo de la vivienda o los recursos relacionados con el envejecimiento de la población.
La práctica sociológica es diferente de la pura sociología académica, en la que los sociólogos trabajan en un entorno académico como la universidad, en tareas de docencia e investigación pura. Aunque hay algunos orígenes comunes, la práctica sociológica es distinta del trabajo social. Un número creciente de universidades están tratando de adaptar los planes de estudios hacia la práctica sociológica. Los cursos de Sociología clínica brindan a los estudiantes habilidades para ser capaces de trabajar eficazmente con clientes, realizar consultorías, asistir a víctimas o en rehabilitación de drogas, e integrar el conocimiento sociológico con otros campos como la terapia y el trabajo social clínico.
Según lo definido por el Foro de Ciencias Sociales Aplicadas (FCSA), las ciencias sociales aplicadas tratan de poner de relieve los procesos de transformación social y política que tienen lugar en una sociedad en particular. Se caracterizan por la orientación operativa de los conocimientos que producen. A diferencia del puro conocimiento académico, las ciencias sociales aplicadas intentan dirigir el debate hacia las prioridades científicas, sociales y políticas y el acompañamiento de las transformaciones sociales. Desde este punto de vista, las ciencias sociales aplicadas, pueden ser vistas como un conocimiento complementario, que enriquece tanto la acción como las disciplinas académicas.

### Destacados en la sociología aplicada, pública o clínica
- Jane Addams
- Juan G. Bruhn
- Elizabeth J. Clark
- W. E. B. Du Bois[6]
- Jonathan A. Friedman
- Jan M. Fritz
- C. Margaret Hall
- Rand L. Kannenberg
- Abdelwahab Ben Hafaiedh
- Roger A. Straus
- Lester F. Ward
- Tressie McMillan Cottom
- Michael Eric Dyson
- Melissa Harris-Perry
- Cornel West